# Сидорівка (Ніжинський район)
Си́дорівка — село в Україні, Чернігівській області, Ніжинському районі.
На північ від села розташовані: гідрологічний заказник «Бідновщина» і гідрологічна пам'ятка природи «Озеро Ворона».

## Історія
Біля села розташоване поселення ІІІ тисячоліття до н. е. — І тисячоліття н. е. «Сидорівка 1».
Перша згадка села відноситься до податкових реєстрів 1750-1756-ого років.
Було ревізоване в рамках Рум'янцевського опису 1765-1769-ого років. На той момент, було частиною Першої Борзнянської сотні, Ніжинського полку.
12 червня 2020 року, відповідно до розпорядження Кабінету Міністрів України № 730-р «Про визначення адміністративних центрів та затвердження територій територіальних громад Чернігівської області», село увійшло до складу Борзнянської міської громади.
19 липня 2020 року, в результаті адміністративно-територіальної реформи та ліквідації Борзнянського району, увійшло до складу Ніжинського району Чернігівської області.

## Демографія
| Рік  | Загалом | Чоловіків | Жінок | Сповіданих | Несповіданих |
| ---- | ------- | --------- | ----- | ---------- | ------------ |
| 1758 |         |           |       |            |              |
| 1787 | 273     | 134       | 139   | 212        | 61           |
| 1789 | 251     | 120       | 131   | 205        | 46           |
| 1794 | 315     | 155       | 160   | -          | -            |
| 1796 | 324     | 160       | 164   | 237        | 87           |
| 1806 | 351     | 174       | 177   | 278        | 63           |
| 1811 | 362     | 187       | 175   | 284        | 78           |
| 1813 | 371     | 191       | 182   | 291        | 82           |
| 1824 | 417     | 212       | 205   | 239        | 78           |
| 1826 | 452     | 229       | 223   | 368        | 84           |
| 1846 | 437     | 218       | 219   | 365        | 72           |

### Мова
Розподіл населення за рідною мовою за даними перепису 2001 року:
| Мова       | Кількість | Відсоток |
| ---------- | --------- | -------- |
| українська | 544       | 98.19%   |
| російська  | 7         | 1.26%    |
| білоруська | 2         | 0.36%    |
| гагаузька  | 1         | 0.19%    |
| Усього     | 554       | 100%     |